# Pemfling
Pemfling település Németországban, azon belül Bajorországban. Lakosainak száma 2274 fő (2023. december 31.).

## Népesség
A település népessége az elmúlt években az alábbi módon változott:
| Lakosok száma | 421  | 812  | 1449 | 2083 | 2210 | 2197 | 2231 | 2229 | 2271 | 2274 |
|               | 1875 | 1950 | 1975 | 1987 | 2012 | 2014 | 2016 | 2017 | 2021 | 2023 |